# Rostislav Vargașkin
Rostislav Vargașkin (n. 2 iunie 1933, Ulaanbaatar, Republica Populară Mongolă) este un ciclist rus, medaliat olimpic. A participat la 2 ediții ale Jocurilor Olimpice (1956, 1960) în care a câștigat o medalie de bronz.